# Gnaeus Naevius
Gnaeus Naevius (* um 265 v. Chr. in Kampanien; † um 201 v. Chr. in Utica, Nordafrika) war ein römischer Dramatiker und Epiker.

## Leben
Naevius erwähnte in seinem Geschichtswerk seine Teilnahme am Ersten Punischen Krieg. 235 v. Chr. erlebte er seine erste dramatische Aufführung. Wegen seiner Angriffe auf die römische Nobilität, insbesondere auf die Meteller, die seiner Meinung nach unverdient die höchsten Staatsämter bekleideten, soll er von Quintus Caecilius Metellus (Konsul 206 v. Chr.) ins Gefängnis geworfen, von den Volkstribunen aber bald wieder entlassen worden sein. Naevius’ Polemik gegen die Meteller und ihre Rache (Einkerkerung, Verbannung) hält Harold B. Mattingly aber für eine Legende.
Naevius starb in Utica (Nordafrika). Vielleicht lebte er hier in der Verbannung, von den Metellern aus Rom vertrieben (so Hieronymus). Sein Todesdatum ist schon in der Antike umstritten, wahrscheinlich ist es das von Hieronymus genannte Jahr 201 v. Chr.

## Werke
Naevius schrieb die Komödien Agitatoria (die Rennkomödie), Carbonaria (die Kohlenkomödie), Corollaria (die Kranzkomödie), Tunicularia (die Hemdenkomödie) und weitere etwa 25 Titel nach griechischem Muster. Die Tarentilla (Die kleine Tarentinerin, Das Mädchen aus Tarent) ist als einzige Komödie in größerem Umfang rekonstruierbar. Insgesamt sind 100 Verse erhalten.
Nur 50 Verse sind von den Tragödien Aesiona, Danae, Equus Troianus, Hector proficiscens, Iphigenia, Andromacha und Lykurgos (bekämpft die Gegner des Dionysoskults) erhalten.
Mit den Praetextae Romulus und Clastidium wurden 195 v. Chr. zum ersten Mal Tragödien im griechischen Stil mit national-römischen Stoffen öffentlich aufgeführt: die römische Gründungssage und der Sieg über den Gallierhäuptling Virdumar im Jahre 222 v. Chr. Römische Helden traten in der toga praetexta auf.
Das Epos Bellum Punicum schrieb Naevius im Versmaß des Saturniers. Es war ursprünglich ungeteilt; nach der Einteilung des Grammatikers Octavius Lampadio (2. Jahrhundert v. Chr.) umfasste es sieben Bücher mit ca. 4000 bis 5000 Versen, von denen ca. 60 Fragmente erhalten sind. Naevius hat es als älterer Mann verfasst. Es beschreibt den Ersten Punischen Krieg (264 bis 241 v. Chr.). Nach der Darstellung der ersten Kriegsjahre wird der römische Mythos von dem Auszug der Aeneaden aus Troia bis zur Gründung Roms eingefügt (Bücher 1 und 2). Thema des dritten Buches ist die Gründung Roms, die letzten Bücher behandeln die weiteren Kriegsereignisse.